# Nowopuszkariwka
Nowopuszkariwka (ukr. Новопушкарівка) – wieś na Ukrainie, w obwodzie dniepropetrowskim, w rejonie kamjańskim, w hromadzie Krynyczky. W 2001 liczyła 288 mieszkańców, spośród których 281 wskazało jako ojczysty język ukraiński, 3 rosyjski, 3 białoruski, a 4 mołdawski.